# Manhente
Manhente es una freguesia portuguesa del concelho de Barcelos, con 3,71km² de superficie y 1587 habitantes (2001). Densidad de población: 427,8 hab/km².

## Patrimonio
- Igresia de Manhente